# Roboczogodzina
Roboczogodzina (osobogodzina) – jednostka miary robocizny. Najbardziej poprawnie oznacza się ją skrótem rg., choć dopuszczalne są również inne formy. Wyraża ona normę ilościową wykonania przez jednego robotnika w czasie jednej godziny określonego zakresu robót. Normę tę określa się w odniesieniu do wybranej jednostki obmiarowej danej roboty.
Liczba roboczogodzin przypadających na jednostkę obmiarową danego rodzaju robót wyznacza się w kosztorysowaniu następującymi sposobami lub z następujących źródeł:
- baza normatywna, w tym katalogi normowe takie jak KNR, KSNR, KNNR, KNP i inne, wraz z wydanymi dodatkami i uzupełnieniami; dostępne są w formie publikacji, bądź są dostarczane wraz z aplikacjami komputerowymi przeznaczonymi do kosztorysowania bądź harmonogramowania,
- przez analogię,
- przez interpolację lub ekstrapolację,
- analiza indywidualna.

Nakłady robocizny zawarte w katalogach uwzględniają oprócz liczby roboczogodzin niezbędnych do wykonania podstawowych czynności, także pewien zdefiniowany zakres czynności pomocniczych typu:
- przygotowanie i uprzątnięcie stanowiska pracy,
- wewnętrzny transport materiałów w określonym zakresie,
- regulacja, wykonanie połączeń, wbudowywanych elementów,
- przestawianie i przesuwanie sprzętu oraz rusztowań o wysokości do 4 m (z wyjątkiem pierwszego ustawienia i demontażu po zakończeniu robót budowlanych),
- czynności nieprzewidziane (do 5% wartości czynności podstawowych i pomocniczych).

Powiększają lub pomniejszają one liczbę roboczogodzin przypadającą na dany zakres robót. Winny być także uwzględniono przy analizie indywidualnej.
Jeżeli dana czynność nie może być znormowana według powyższych metod, liczbę roboczogodzin ustala się przy zastosowaniu technicznego normowania pracy, tj. pomiaru czasu. Pomiar taki wymaga uwzględnienia wielu czynników mających wpływ na wynik pomiaru oraz wykonania dostatecznej liczby pomiarów do określenia pewnego uśrednionego czasu wykonania danej roboty.
Przeliczenie liczby roboczogodzin na inną jednostkę czasu jest wykonywane między innymi przy harmonogramowaniu robót oraz ustalaniu składu brygad roboczych. Nie jest jednak jednoznaczne i zależy od kilku czynników takich jak np. czas pracy w ciągu doby, liczba dni roboczych w miesiącu, średnie wartości wskaźników okresów chorobowych i urlopowych pracowników itp. Przykładowo:
- 1 r-d (roboczodzień) = 8 r-g (przy założeniu 8-godzinnego dnia pracy),
- 1 r-m (roboczomiesiąc) = 8r-g x 21 dni = 168 r-g (przy założeniu 8-godzinnego dnia pracy i 21 dni roboczych w miesiącu).

Ceny jednostkowe roboczogodziny do wyliczenia wartości kosztorysu podawane są w opracowaniach branżowych do jednostki jednej roboczogodziny.